# Ludvig Frederik Kock
Ludvig Frederik Kock (født 19. november 1847 i Grenå, død 21. april 1928 i København) var en dansk sagfører.
Kock var søn af konsul Niels Larsen Kock og Jensine f. Bloch.  Han blev exam.jur. i 1869 og var efterfølgende fuldmægtig hos bl.a. overretsprokurator Vilhelm Rode. I 1874 nedsatte han sig som sagfører i København og opbyggede snart en betydelig sagførervirksomhed med speciale i boer og skiftesager. Kock blev særligt en populær sagfører i det københavnske borgerskab, hvori han vanligt færdedes som en dygtig og trofast rådgiver.  
Foruden sin store juridske forretning varetog Kock en række tillidshverv. Han var forstander for Budolphi Kloster i Sankt Peders Stræde i adskillige år samt formand for den Danske Sagførerforenings Understøttelsesfond til sin død. I denne stilling, som gav Kock et særdeles positivt ry i sin samtid, var han en stor støtte for mindre heldigt stillede standsfæller og deres efterladte. Desuden var Koch stærkt kunstinteresseret og fungerede som formand for Foreningen for Dansk Kunst samt Komiteen til Raadhusets kunstneriske Udsmykning. Han stiftede en række legater og var udnævnt både Ridder af Dannebrog og Dannebrogsmand.
Kock giftede sig i 1875 med Anna Helene Louise f. Walløe, datter af slagtermester Niels Walløe.